# Baroklinitet
Barokli'n (av baro och grekiska kli'no, luta, stödja) är vätska eller gas om densitet varierar längs yta med konstant tryck, motsatsen är barotrop. Inom strömningsmekanik är baroklinitet ett mått på graden av stratifiering hos en vätska eller någon annan fluid. När baroklinitet råder skär ytskikt med lika tryck (isobarer) och lika temperatur (isotermer) varandra och båda ytskikten täcks följaktligen av gradienter av motsatt storhet. 
Baroklinitet innebär alltså att densiteten är beroende av både tryck, P, och temperatur, T,
{\displaystyle \rho =\rho (P,T)}.
Motsatsen till baroklinitet är barotropi och i en barotrop fluid, där barokliniteten är noll, är alltså skikten parallella vilket gör att densiteten enbart är beroende av trycket, P,
{\displaystyle \rho =\rho (P)}.
Ett mått på barokliniteten kan man få genom att räkna antalet gånger som de olika ytskikten skär varandra 
{\displaystyle N={\frac {\partial \alpha }{\partial x}}{\frac {\partial p}{\partial y}}-{\frac {\partial p}{\partial x}}{\frac {\partial x}{\partial y}}}
där α är den specifika volymen och p trycket.
Med hjälp av den baroklina skiktningen i haven och geostrofins grundekvationer kan den relativa strömningshastigheten mellan två punkter med olika densitet beräknas.
En baroklin atmosfär är en atmosfär där densiteten beror på både temperatur och tryck, till skillnad från en barotrop atmosfär där densiteten bara beror på tryck. I en baroklin atmosfär avskiljs områden med kall luft och varm av tydliga fronter. 
Baroklin skiktning i atmosfären uppstår vanligtvis i fronter mellan luftmassor med olika temperatur och har betydelse för bildningen av system med cykloner och anticykloner, se baroklin instabilitet.